# Introspective (Pet Shop Boys-album)
A Introspective a Pet Shop Boys negyedik albuma. Megjelent 1988. október 11-én. Az eladási adatok szerint ez volt minden idők legkelendőbb Pet Shop Boys albuma, több mint 4,5 millió eladott példánnyal világszerte. Érdekességképpen megemlíthető, hogy a lemezborító csíkozásának színei és sorrendjük kiadásonként eltérő volt.
Az Introspective 2001-es digitálisan felújított újrakiadása (az első hat stúdióalbumot adták ki ekkor) az Introspective/Further Listening tartalmazott egy bónusz lemezt, amelyen az albumon szereplő számok remixei, és az ezen időszakban kiadott b-oldalas számok valamint korábban ki nem adott felvételek (szintén digitálisan felújított változatban) kaptak helyet.

## Tracklisták

### Eredeti album
1. "Left to My Own Devices"  – 8:16
2. "I Want a Dog"  – 6:15
3. "Domino Dancing"  – 7:40
4. "I'm Not Scared"  – 7:23
5. "Always on My Mind/In My House"  – 9:05
6. "It's alright"  – 9:24

### Further Listening 1988-1989
B-oldalas számok és korabeli remixek
1. "I get excited (you get excited too)"
2. "Don Juan (demo version)"
3. "Domino Dancing (demo version)"
4. "Domino Dancing (alternative version)"
5. "The sound of the atom splitting"
6. "What keeps mankind alive?"
7. "Don Juan (disco mix)"
8. "Losing my mind (disco mix)"
9. "Nothing Has Been Proved (Dusty Springfield számára készült demó)"
10. "So Sorry, I Said (Liza Minnelli számára készült demó)"
11. "Left to my own devices (seven-inch mix)"
12. "It's alright (ten-inch version)"
13. "One of the crowd"
14. "It's alright (seven-inch version)"
15. "Your funny uncle"

## Közreműködők
- Neil Tennant – ének
- Chris Lowe – billentyűsök

### Vendégzenészek
- Richard Niles – Orchestra arrangement and conduction on track 1
- Sally Bradshaw – Additional vocals on track 1
- Frankie Knuckles – Mix és additional production on track 2
- Josh Milian – zongora szóló a 2-es számban
- Fro Sossa & Mike Bast – Additional keyboards on track 3
- Nestor Gomez – Gitár a 3-as számban
- Tony Conception, Kenneth William Faulk, Dana Tebor & Ed Calle – Brass on track 3
- The Voice In Fashion – Háttérvokál a 3-as számban
- Blue Weaver – Fairlight program a 4-es számban
- Andy Richards & Gary Maughan – Fairlight program az 5-ös számban
- Judy Bennett, Sharon Blackwell, H Robert Carr, Mario Friendo, Derek Green, Michael Hoyte, Herbie Joseph, Paul Lee, Gee Morris, Dee Ricketts, Iris Sutherland & Yvonne White – Énekkórus a 6-os számban